# ライナー・ショーン
ライナー・ショーン（Reiner Schöne、1942年1月19日 - ）は、ドイツの俳優。

## 出演作品
- ドリームシップ　エピソード1/2
- ロー&オーダー シーズン14
- 犯罪捜査官ネイビーファイル シーズン6
- ブラスト・ゾーン
- バビロン5
- モータルコンバット2
- クラッシュ・ダイブ
- 侍女の物語
- アイガー・サンクション
- 西部決闘史（クライド）